# Becker-Nävus

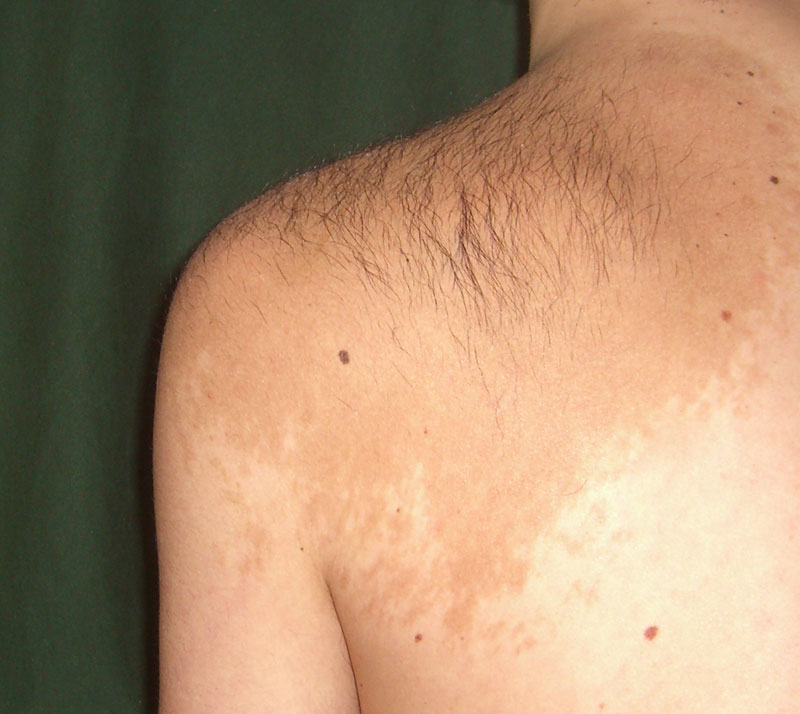
Becker-Nävus an der linken Schulter

Ein Becker-Nävus ist ein einzelner, großer, unregelmäßig braun gefärbter Hautfleck (Hyperpigmentierung), der ab der Pubertät dicht behaart ist (Hypertrichose).
Es handelt sich um eine bestimmte Unterart von gutartigen, pigmentierten, begrenzten Fehlbildungen der Haut (Pigmentnävi), umgangssprachlich „Muttermale“ bzw. „Leberflecken“. 
Synonyme sind: Becker-Melanose; epidermaler behaarter pigmentierter Nävus; lateinisch Melanosis naeviformis; englisch Becker's pigmentary hamartoma; Nevoid melanosis
Der Becker-Nävus ist benannt nach Samuel William Becker, der ihn 1948 erstmals beschrieb.

## Epidemiologie
Über den Becker-Nävus liegen vergleichsweise wenige wissenschaftliche Arbeiten vor. Es ist daher davon auszugehen, dass diese Entität hinsichtlich Häufigkeit und Verlauf noch nicht abschließend erforscht ist. Es sind hauptsächlich Männer davon betroffen. Die ersten Anzeichen der Hautveränderung beginnen meist schon vor der Pubertät oder im Laufe der Adoleszenz.
Die umfangreichste Studie zum Thema ist eine Untersuchung aus dem Jahr 1981, bei der 20.000 junge Franzosen gescreent wurden. In dieser Arbeit ergab sich eine Prävalenz von 0,52 %.  Bei einer Hälfte der Patienten zeigte sich der Becker-Nävus im ersten Lebensjahrzehnt, bei der anderen Hälfte im Alter von 11 bis 20 Jahren. Auffällig war im Rahmen dieser Untersuchung auch die Tatsache, dass nur 32 % der Becker-Nävi oberhalb der Brustwarzen auftraten. Dieses Ergebnis widersprach der bis dato bestehenden Auffassung, Becker-Nävi träten vor allem im Bereich von Brust und Schultern auf.

## Klinik
Typischerweise bildet sich eine handtellergroße, scharf und zackig begrenzte, unregelmäßig hyperpigmentierte Einzelläsion im Bereich des Rückens oder der Schultern aus. Zunächst ist die Hautveränderung noch glatt oder leicht aufgeraut, spätestens nach einem Jahr kommt dann ein verstärkter Haarwuchs hinzu.
Im Gegensatz zu den Nävuszellnävi finden sich hier keine Nävuszellnester oder vermehrte Melanozyten, sondern ausschließlich eine gesteigerte Bildung von Melanin als Ursache für die Hyperpigmentierung.

## Verlauf und Prognose
Ein Becker-Nävus tritt in der Regel spontan auf, vor der Pubertät in der Regel als unbehaarte goldbraune bis hellbraune, gelegentlich auch fleckige Färbung der Haut. Selten kommt es zu einem späteren Erblassen eines Becker-Nävus. Ein verstärktes Haarwachstum tritt erst nach abgeschlossener Pigmentierung bei pubertären und postpubertären Patienten auf.
Bis auf optische Aspekte ist der Becker-Nävus immer unbedenklich und stellt kein Risiko für die Entwicklung eines Melanoms dar. Er ist allerdings von einem potentiell gefährlichen konnatalen Nävuszellnävus abzugrenzen, der im Unterschied zum Becker-Nävus in der Regel schon bei der Geburt vorhanden ist. Allerdings gibt es in der Literatur auch Fallberichte über kongenitale (schon bei der Geburt angelegte) Becker-Nävi. Eine abschließende Differenzialdiagnose kann daher nur durch einen Dermatologen oder Dematohistopathologen erfolgen.

## Behandlung
Verschiedene Arten von Laserbehandlungen können dabei helfen, die Hyperpigmentierung zu reduzieren oder ganz zu beseitigen. Dies sollte jedoch nur nach einer Begutachtung durch den Hautarzt erfolgen, da andere, weniger harmlose Pigmentveränderungen das Bild eines Becker-Nävus imitieren können. Die Behandlungserfolge sowohl bei der Haar- als auch der Pigmententfernung sind sehr unterschiedlich, sodass sich darüber keine generellen Aussagen treffen lassen.